# توم سوفت
توم سويفت هو الشخصية الرئيسية في ست سلاسل من الخيال العلمي، وروايات المغامرة للأطفال الأمريكيين، التي تشدد على العلم والابتكار والتكنولوجيا. نُشِرت السلسلة لأول مرة عام 1910، وتضُم أكثر من مئة مجلد. ابتكر هذهِ الشخصية إدوارد ستراتماير، مؤسس نقابة ستراتماير، وهي مؤسسة لِتغليف الكُتب، إذ كَتب العديد من كُتّاب الأشباح مغامرات توم، بدءًا من هوارد جاريس. وتُنسب معظم الكتب إلى الاسم المستعار الجماعي «فيكتور أبليتون». وتستخدم الثلاث والثلاثون مجلدًا من السلسلة الثانية الاسم المستعار للمؤلف فيكتور. تُعد شخصية «توم سويفت» الشخصية الرئيسية لهذِهِ السلسلة والسلاسل اللاحقة. نُشِرت عناوين جديدة مؤخرًا عام 2007، إذ أكدت معظم السلاسل المتنوعة على اختراعات توم، وتصف هذِهِ الكتب عمومًا تأثيرات العلم والتكنولوجيا بأنها مفيدة بالكامل، ودور المخترع في المجتمع رائع وبطولي.
تُرجِمت هذِهِ الكتب إلى لغاتٍ عِدة، وبيعت منها أكثر من 30 مليون نسخة حول العالم، ومثّل توم سويفت موضوعًا للُعبة اللوحة وغيرها من المحاولات للتكيف مع الوسائط الأخرى.
واستُشهِد بتوم سويفت كمصدر إلهام للعديد من العلماء والمخترعين، بما في ذلك مصمم الطائرات كيلي جونسون.

## اختراعات

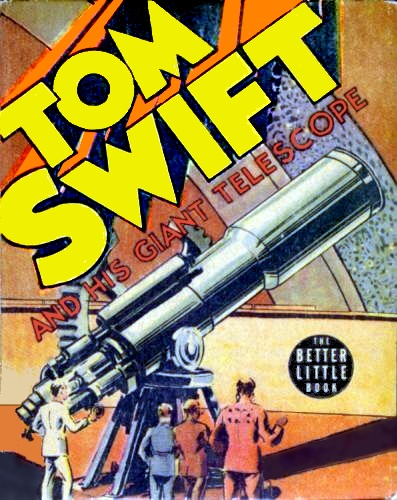
توم سويفت

عادة ما كان توم سويفت مراهقًا، ومبدعًا وذا عقلية علمية في تجسيداتهِ المختلفة، «سريعًا بالاسم والطبيعة»، إذ يُمثّل توم على أنه عبقري بالفِطرة. وقيل إنه تلقى بعض التعليم الرسمي في السلسلة السابقة، جَسّدت هذهِ الشخصية فيما بعد مخترعين عِدة مثل: هنري فورد، وتوماس أديسون، ورائد الطيران جلين كيرتس، وألبرتو سانتوس. يتعلق كل كتاب في السلاسل الخمس بآخر اختراعات توم، ودوره إما في حل مشكلة أو لغز، أو في مساعدة توم في مآثر الاستكشاف أو الإنقاذ. ويجب على توم في كثير من الأحيان حماية اختراعهِ الجديد من الأشرار «العازمين على سرقة أضواء توم أو منع نجاحه». ولكن توم دائمًا ما يكون ناجحًا في النهاية.
تصف العديد من الاختراعات الخيالية لتوم سويفت التطورات التكنولوجية الفعلية أو التقنيات السابقة التي تعتبر شائعة الآن. صُنِف توم ضمن صانعي الماس (1911)، إذ استند إلى محاولات تشارلز بارسونز لتجميع المال بالتيار الكهربائي. ونُشِرت سلسلة توم سويفت وصورة هاتفهِ عام 1912، ولم يُطوّر إرسال الصور بالهاتف بالكامل حتى عام 1925. يتميز توم سويفت وكاميرتهُ الساحرة (1912) بكاميرا أفلام محمولة، والتي اختُرِعت عام 1923. نُشر توم سويفت وقاطرته الكهربائية (1922) نُشِر قبل عامين من إنشاء السكك الحديدية المركزية في نيوجيرسي، إذ بدأ استخدام أول قاطرة كهربائية تعمل بالديزل. يرجع تاريخ المنزل على عجلات الذي اخترعه توم عام 1929، إلى أول مقطورة منزلية بحلول ذلك العام. في توم سويفت وطائرتهُ الغواصة (1952)، تتميز الغواصة بكونها غواصة طائرة مشابهة لغواصة الدفاع الأمريكية التي خطط لها بعد أربع سنوات في عام (1956).
من الاختراعات الأخرى لتوم التي لم تحصل وتُطوّر: جهاز إسكات صوت محرك الطائرة في كتاب توم سويفت وكاتم الصوت المغناطيسي (1941).

## التأليف
ابتُكِرت شخصية توم سويفت عام 1910 من قبل إدوارد ستراتماير، مؤسس نقابة ستراتماير، وهي شركة لتغليف الكتب، ولكن استُخدِم اسم «توم سويفت» لأول مرة عام 1903 من قِبل ستراتماير في موجز المراسل توم، أو مآثر الصبي اللامع. إذ اخترع ستراتماير هذهِ السلاسل من المغامرات العلمية للأطفال للاستفادة منها في السوق. وابتكر مؤلفو النقابة قصص توم سويفت من خلال إعداد مخطط أولي مع عناصر الحبكة، متبوعًا بصياغة وتحرير المخطوطة التفصيلية. نُشِرت الكتب بالاسم المستعار «فيكتور ابليتون». كتَبَ إدوارد ستراتماير وهوارد جاريس مجلدات السلسلة الأخيرة، وكتبت ابنة ستراتماير «هارييت ستراتماير آدامز» المجلدات الثلاثة الأخيرة. وانتهت سلسلة توم سويفت الأولى عام 1941.
أنشأت هارييت آدامز في عام 1954، سلسلة توم سويفت جونيور، والتي نُشِرت باستخدام اسم مستعار «فيكتور أبليتون الثاني» كمؤلفة.  وُصِفت الشخصية الرئيسية لتوم سويفت، جونيور، على أنها ابن توم سويفت الأصلي. حدّدت آدامز وخطّطت لمعظم القصص مسبقًا. وكتب النصوص العديد من الكتاب، من بينهم ويليام دوجيرتي، وجون المكيست، وريتشارد سكلار، وجيمس دنكان لورانس، وتوم مولفي، وريتشارد ماكينا. وانتهت سلسلة توم سويفت، الابن، في عام 1971.